# Mgenia fuscovaria
Mgenia fuscovaria är en insektsart som beskrevs av Carl Stål 1855. Mgenia fuscovaria ingår i släktet Mgenia och familjen dvärgstritar. Inga underarter finns listade i Catalogue of Life.